# Drierailig spoor

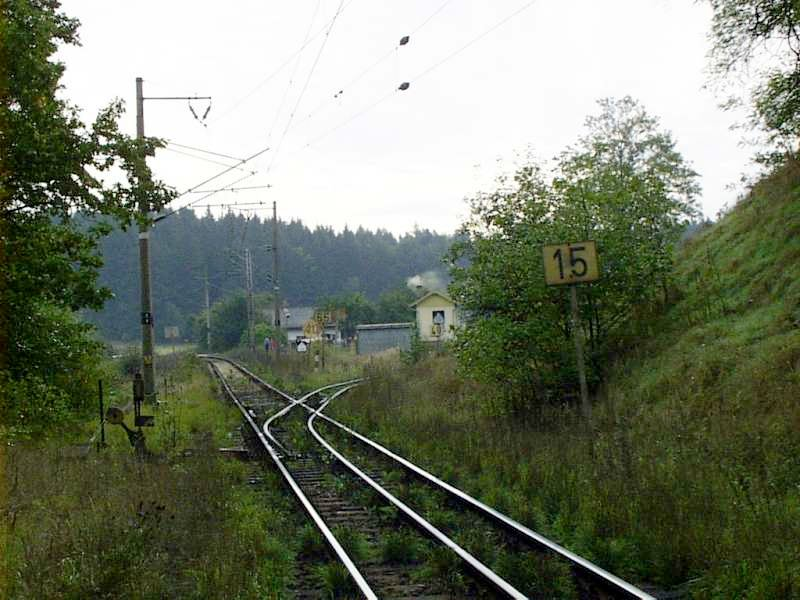
Splitsing van drierailig spoor in normaal- en smalspoor, bij Jindřichův Hradec in Tsjechië.

Een drierailig spoor bestaat in tegenstelling tot de meest gebruikelijke situatie van twee, uit drie spoorstaven. Drierailig spoor moet niet verward worden met een derde rail, bestemd voor de stroomvoorziening. Naast drierailig spoor, bestaat er ook vierrailig spoor.

## Kenmerken
Deze constructie wordt toegepast waar twee spoor- en/of tramlijnen van verschillende spoorwijdte (meestal smalspoor en normaalspoor) over dezelfde baan lopen. Hierbij wordt één spoorstaaf door beide lijnen gebruikt, de andere spoorstaaf is dubbel uitgevoerd.
Bij drierailig spoor is het niet mogelijk dat de bovenleiding voor beide spoorbreedtes midden boven het spoor hangt. Het positioneren van perrons, zodat deze door treinen van beide spoorbreedtes gebruikt kunnen worden, is vaak problematisch, maar dat probleem geldt ook als rijtuigen van verschillende breedte over gewoon tweerailig spoor rijden.

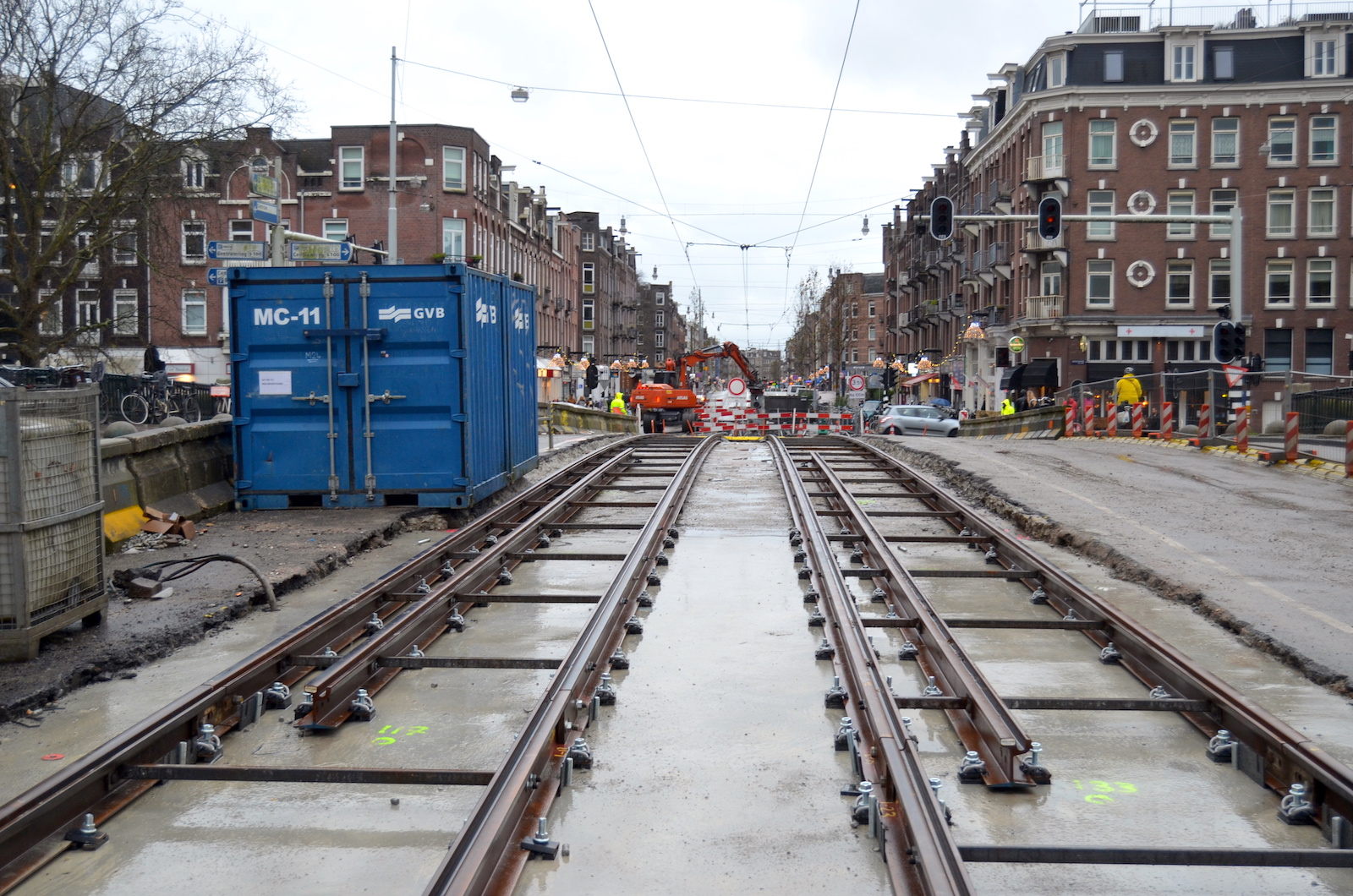
Drierailig tramspoor op de Rozengracht bij de Nassaukade in Amsterdam. Ook na de spoorvernieuwing in 2017 keerde de derde rail die herinnert aan de vroegere tramlijn Amsterdam - Zandvoort weer terug.

### Voorbeelden
Bij diverse trambedrijven met twee spoorwijdten (bijvoorbeeld meterspoor en normaalspoor) komt of kwam drierailig spoor voor.
- Drierailig spoor kwam voor in Amsterdam tussen 1904 en 1957 waar de Amsterdamse tram (normaalspoor) samenreed met de Blauwe Tram (tramlijn Amsterdam - Zandvoort; meterspoor), maar ook in Haarlem, waar deze tramlijn en andere smalspoorstadstrams samen reden met de normaalsporige trams van de NZH.
- Tussen Edam en Volendam heeft tussen 1932 en 1942 een drierailig spoor gelegen, voor de elektrische NZH-tramlijn Amsterdam – Edam – Volendam en de stoomtram Kwadijk – Edam – Volendam.
- In Deventer heeft voor de Gelderse Tram tussen 1926 en 1934 drierailig spoor gelegen voor de lijnen richting Borculo en Zutphen, maar hier was het een combinatie van kaapspoor (1067 mm) en Gelders smalspoor (750 mm).
- In België kwam drierailig spoor vooral voor in Brussel en in Luik, waar naast de metersporige streektrams van de NMVB ook normaalsporige (stads)trams reden. In Brussel bestond deze situatie tot 1978.

In diverse Europese landen komt bij de spoorwegen drierailig spoor voor, daar waar een smalsporige lokaallijn (een stukje) samenrijdt met een normaalsporige hoofdlijn. Vaak is dit het geval nabij een aansluitingsstation.
- In Spanje, waar breedspoor gebruikelijk is, komt op de lijn Zaragoza – Huesca drierailig spoor voor. Het gaat hier om normaalspoor (voor de HSL) en het Spaanse breedspoor van 1668 mm.

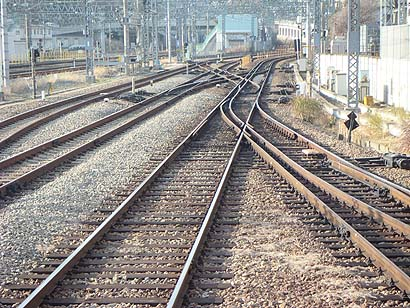
Drierailig spoor in station Odawara in Japan.
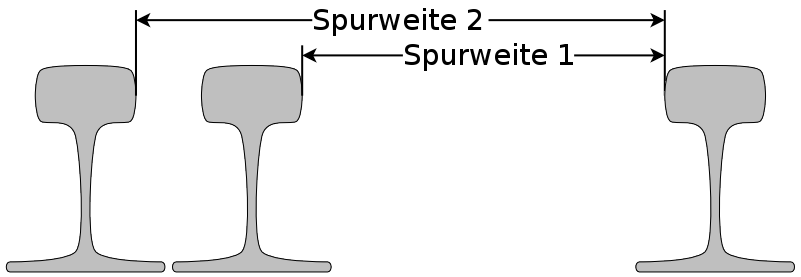
Drierailig spoor
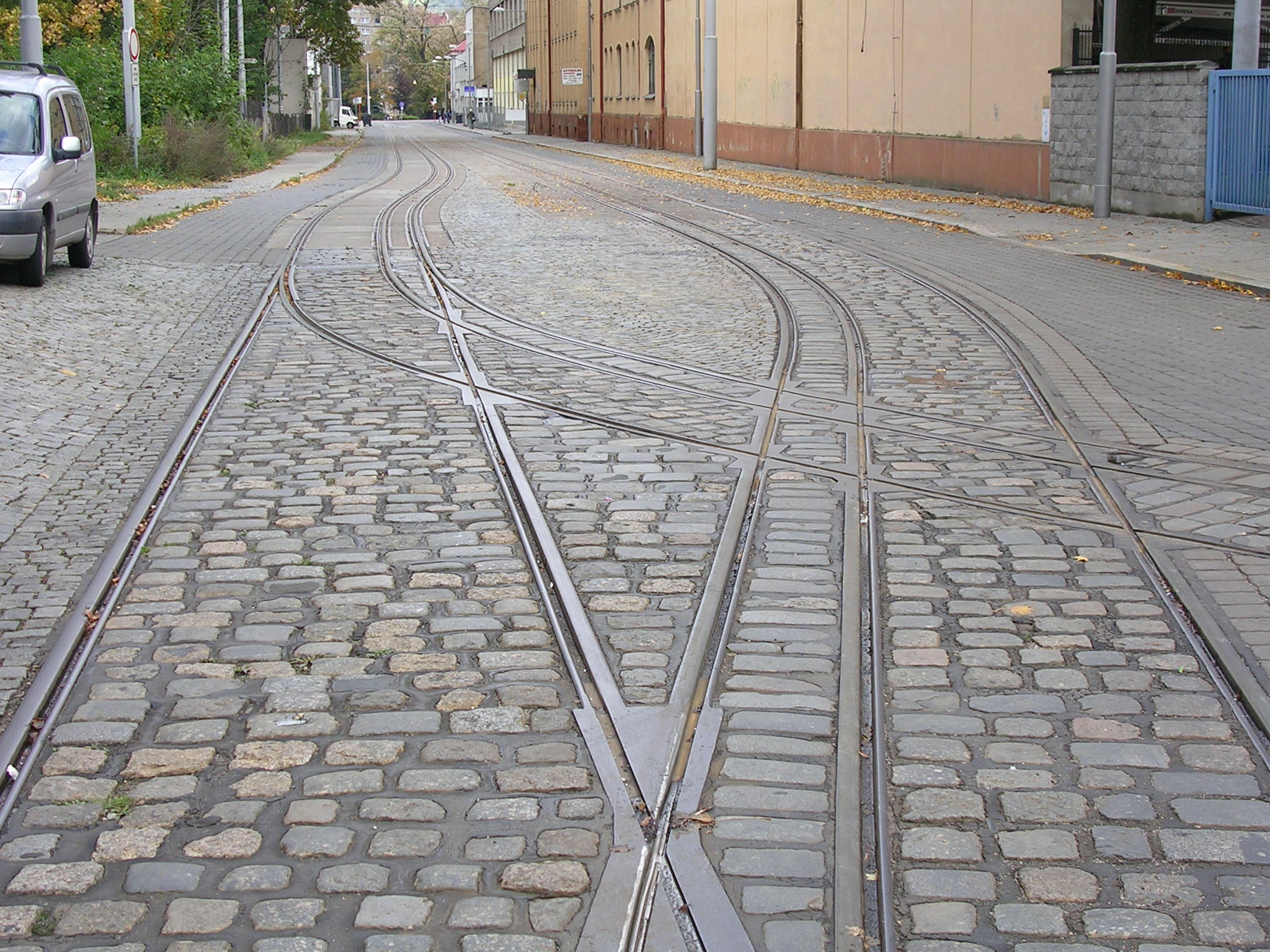
Drierailig tramspoor in Liberec in Tsjechië.

## Vierrailig spoor

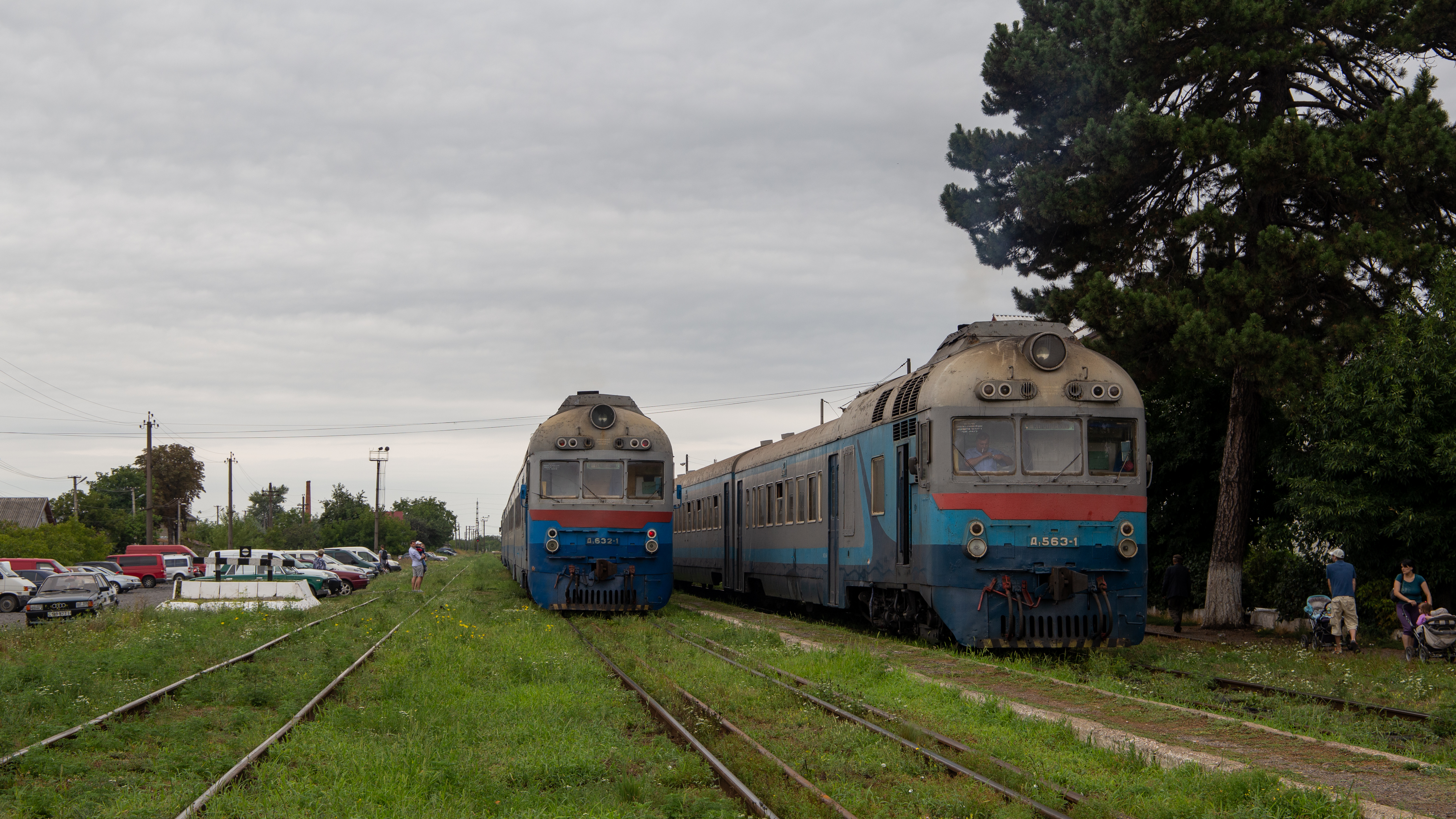
Vierrailig spoor in Vynohradiv. Goed te zien zijn de vier sporen van Russisch Breedspoor en Normaalspoor.

Als de beide lijnen van verschillende spoorwijdte ieder hun eigen spoorstaven hebben, dan is er sprake van een vierrailig spoor. Het nadeel is dat dit in aanleg duurder is; het voordeel is dat de spoorstaven gelijkmatiger slijten. Een ander voordeel is dat het hierbij mogelijk is dat de bovenleiding voor beide spoorbreedtes midden boven het spoor hangt. De wisselconstructies kunnen bij vierrailig spoor zeer gecompliceerd zijn. Heden ten dage komt vierrailig spoor onder meer voor in Mülheim an der Ruhr en in Krefeld waar het smalspoor van de stadstram tussen het normaalspoor van de tram naar Duisburg en Dusseldorf ligt.
Vierrailig spoor kwam vroeger (tot 1949) voor in Zeist, waar de smalspoortram (van de OSM) en de normaalspoortram (van de NBM) op de Slotlaan een gemeenschappelijk lijngedeelte hadden. Ook bij de NMVB in België kwam dit op diverse plaatsen voor waar normaalsporige goederenwagens werden getrokken door metersporige locomotieven of motorwagens.
Vierrailig spoor komt ook voor op stations waar van spoorwijdte wordt gewisseld. Dit is onder andere het geval in Hendaye aan de grens van Frankrijk (normaalspoor) en Spanje (breedspoor). Een trein stopt op het vierrailige spoor en de locomotief wordt afgekoppeld. Nu worden de rijtuigen omhooggevijzeld, waarbij de draaistellen blijven staan. De reizigers kunnen in de trein blijven zitten. Er worden nieuwe draaistellen onder de trein gereden en men laat de trein weer zakken. Nadat een nieuwe locomotief is aangekoppeld kan de rit worden vervolgd.
Ook op plaatsen waar drie of meer spoorwijdtes samen komen kwam vierrailig spoor voor. Afhankelijk van de constructie en/of situatie wordt een van de spoorstaven als gemeenschappelijke spoorstaaf gebruikt en de andere spoorstaven als tweede spoorstaaf voor de betreffende spoorwijdtes. Of de beide buitenste spoorstaven worden voor de grootste spoorwijdte gebruikt en de linkerbuitenspoorstaaf en de rechterbinnenspoorstaaf voor een van de smallere spoorwijdtes en de rechterbuitenspoorstaaf en de linkerbinnenspoorstaaf voor de andere smallere spoorwijdte.

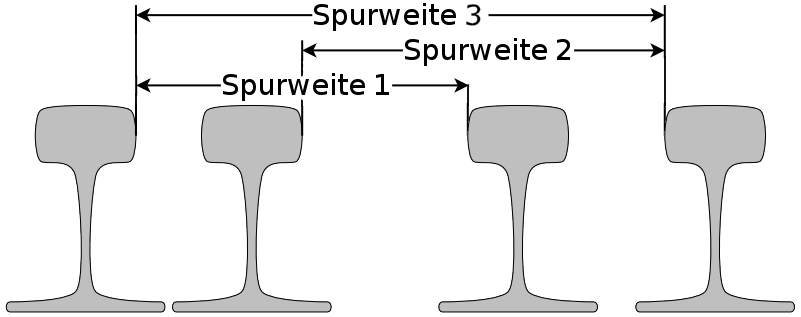
Vierrailig spoor
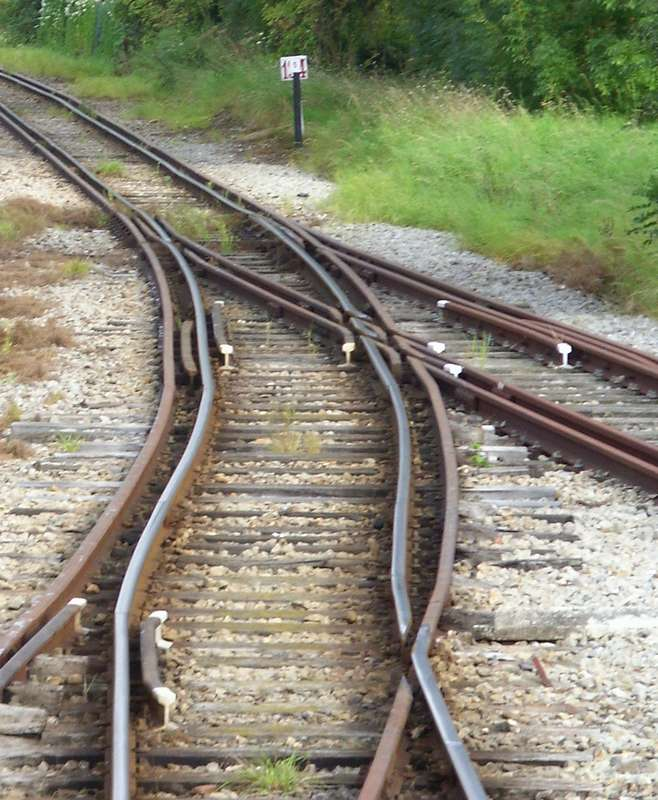
Vierrailig spoor met (gecompliceerd) wissel